# Lutecja

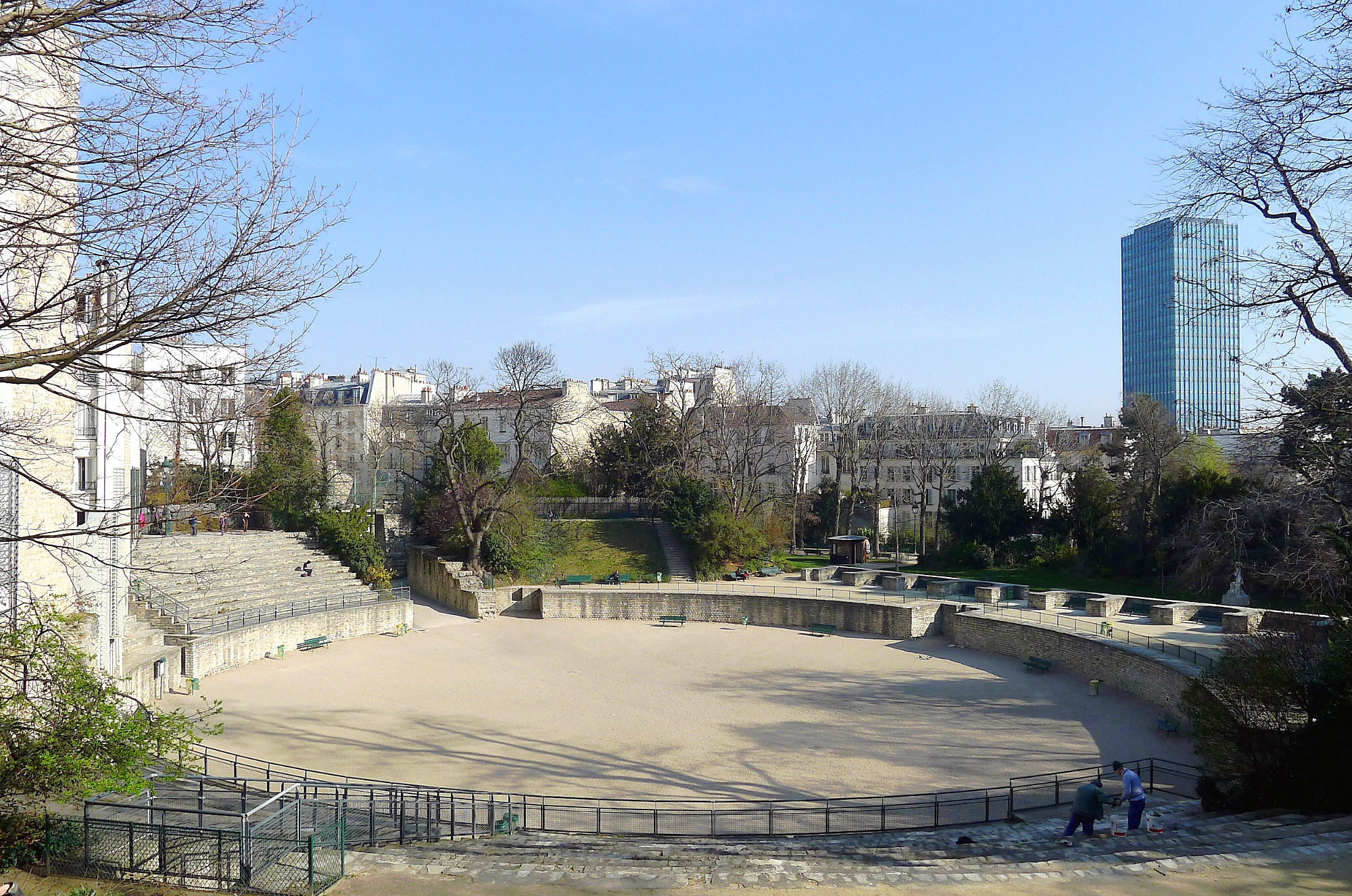
Pozostałości amfiteatru

Lutecja (łac. Lutetia Parisorum) – w starożytnej Galii osada na wyspie (obecna Île de la Cité) na środkowej Sekwanie, stanowiąca główny ośrodek celtyckiego plemienia Paryzjów. Po opanowaniu Galii przez Rzymian (52 p.n.e.) rozbudowana jako miasto, obecnie Paryż. W królestwie Franków była to siedziba dynastii Merowingów. Z okresu rzymskiego na lewym brzegu Sekwany pozostałości amfiteatru i term (I – III w.).